# 首都圈外郭放水路

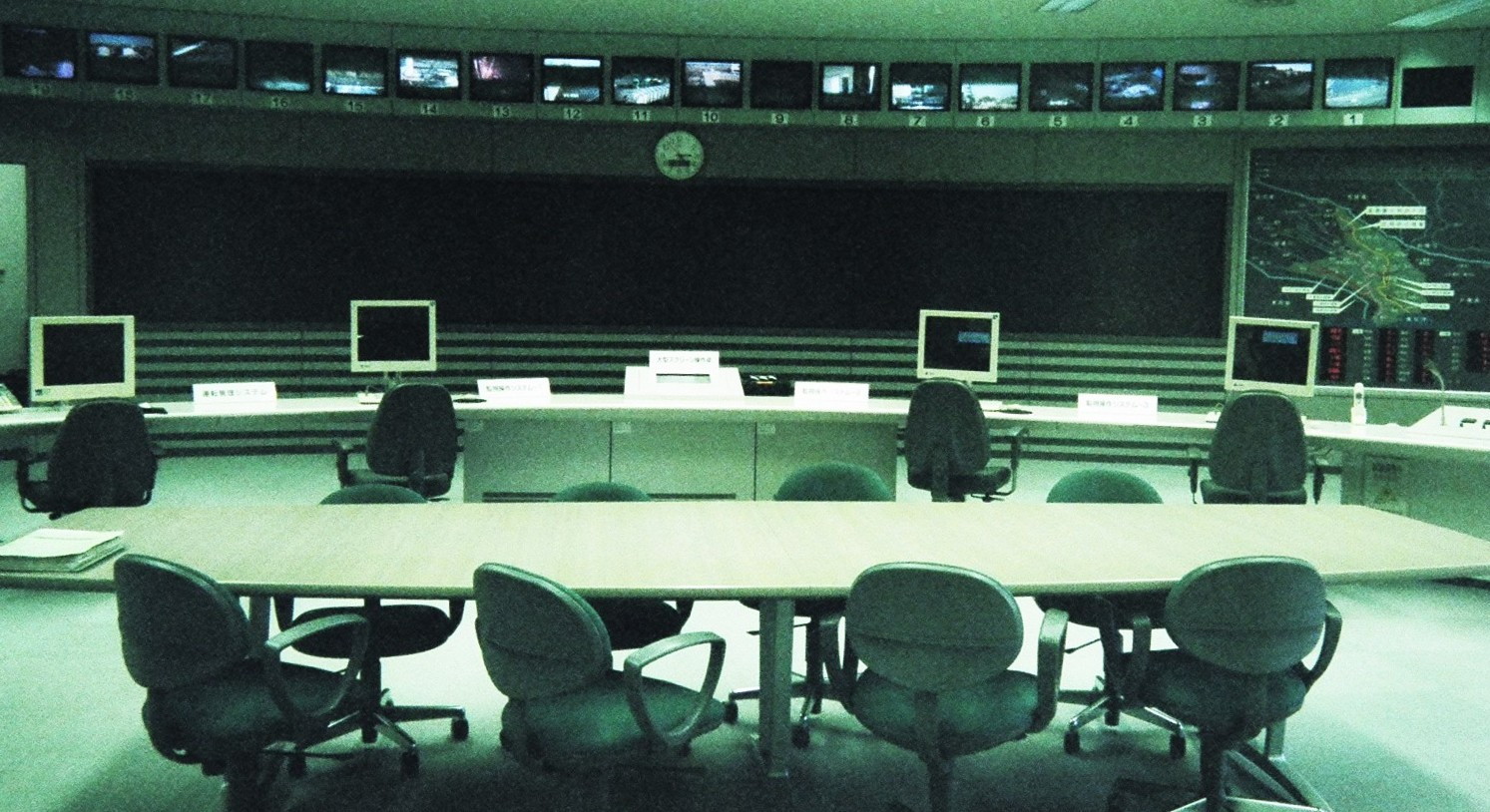
中央操作室

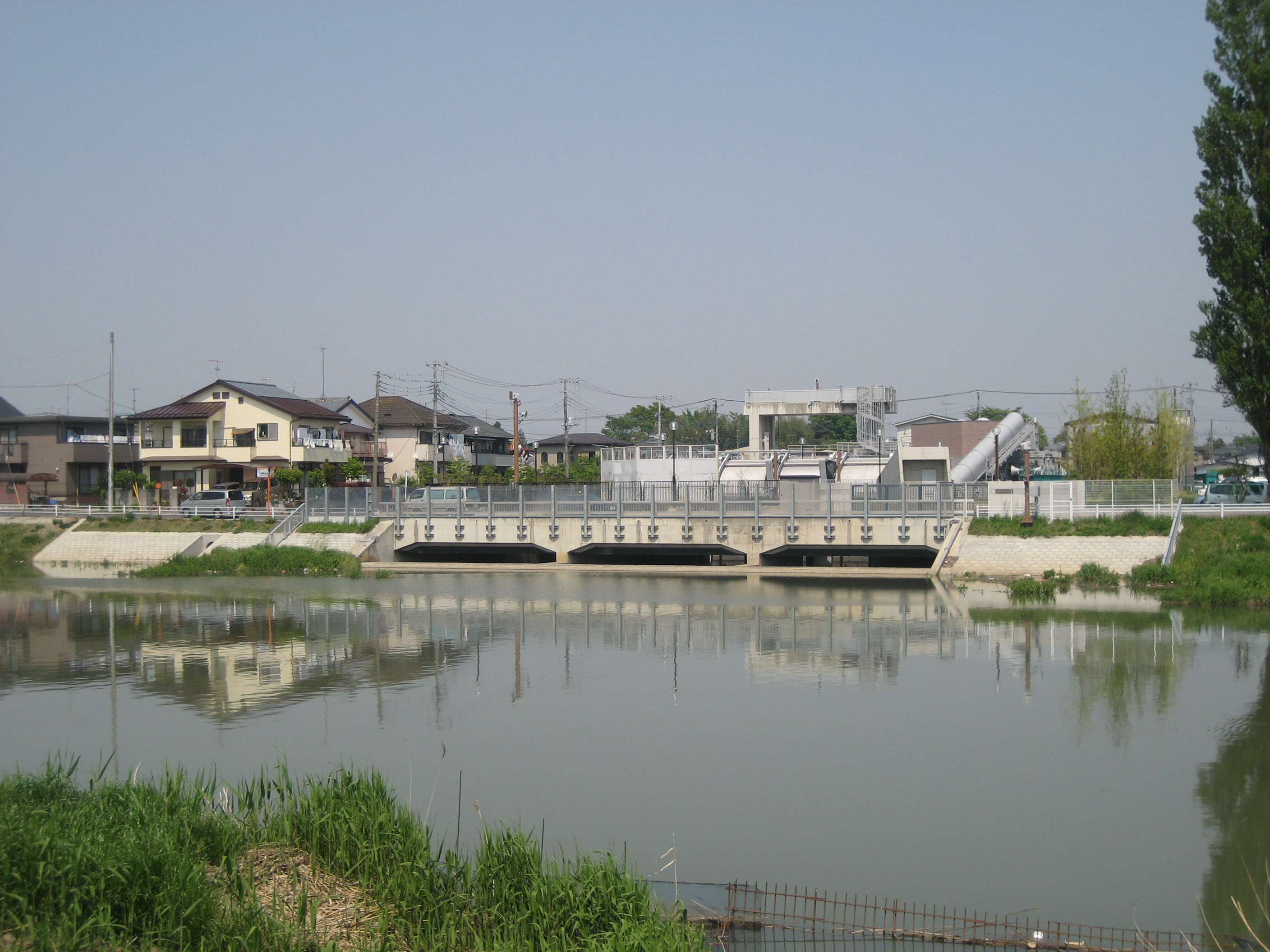
第五竖井（春日部市小渕大落古利根川）

首都圈外郭放水路（日语：／ shutoken gaikakuhōsuiro ?），也称为G-Cans Project，是位于日本埼玉縣春日部市国道16号下的排水工程，主要由排水隧道、竖井、调压水槽等设施组成，是指定一级河川。

## 概要
東京首都圈外郭放水路地处洪水多发区域，主要建设目的是在台风或大雨导致中川、仓松川和大落古利根川等周边河流涨水时，存储超河流容量的洪水，并将其排向江户川，从而将起到洪水调节池的作用。

### 隧道
首都圈外郭放水路的主体工程是一条位于地下50公尺、内径10公尺、长约6.3公里的隧道，使用盾构法建成。隧道一端为埼玉县春日部市上金崎的江户川河岸，另一端为春日部市小渕的大落古利根川，中间还连接了第18号水路、中川、仓松川、幸松川等多条水道。

### 竖井
地下水道连接着五个足以容纳自由女神像或航天飞机的巨大竖井，分别称为第一到第五竖井。第一竖井连接调压水槽，并通过庄和排水机场连接一级河川江户川，第二竖井连接第18号水路，第三竖井连接中川和仓松川，第四竖井连接幸松川，第五竖井连接大落古利根川。
第一到第三竖井直径31.6公尺，第四竖井直径25.1公尺，第五竖井直径15公尺。深度约70公尺。其中，流量较大的第三和第五竖井使用了漩涡式水流技术，使水沿竖井壁螺旋流下，减少了水流入时的冲击。

### 调压水槽与庄和排水机场
调压水槽与第一竖井相连，长177公尺、宽78公尺、高18公尺，由59根重500吨的混凝土柱支撑。降压水槽连接排水机场（雨水泵房），泵房内安装有四台10,300千瓦、由普惠JT8D航空引擎改装而成的燃气轮机，燃气轮机透過齿轮减速机驱动水泵将水槽内的水排向江户川，排水速度达每秒200立方公尺（噸）。在齿轮减速机旁安装有被称为“红苹果”的红色球状防火装置，用来喷洒二氧化碳灭火。
降压水槽只在雨季使用，一般时间空置。因为内部空间巨大空旷，支撑柱排列整齐，水槽被称为“地下神殿”，成为受欢迎的景点及影视取景处。

### 龙Q馆
在江户川端的地上建有名为“龙Q馆”的展览馆，并容纳了整个工程的操作室。

## 排水能力
首都圈外郭放水路总贮水量约67万立方公尺。总排水能力为每秒200立方公尺。
| 河川         | 连接处             | 方向 | 流量            |
| ------------ | ------------------ | ---- | --------------- |
| 第18号水路   | 第二竖井           | 流入 | 每秒4.7立方公尺 |
| 中川         | 第三竖井           | 流入 | 每秒25立方公尺  |
| 仓松川       | 第三竖井           | 流入 | 每秒100立方公尺 |
| 幸松川       | 第四竖井           | 流入 | 每秒6.2立方公尺 |
| 大落古利根川 | 第五竖井           | 流入 | 每秒85立方公尺  |
| 江户川       | 第一竖井、调压水槽 | 排出 | 每秒200立方公尺 |

## 历史
- 1993年3月：项目开始动工。
- 2002年：部分建成并投入使用。
- 2006年：全部建成。[18]

## 交通
- 公共交通
  - 東武野田線南樱井站下车步行40分钟或乘巴士（春日部市庄和地区环形福利巴士）30分钟。[19]
- 汽车
  - 缺少基本的停车设施。国道16号线大宫方向来车在春日部野田支路金崎交叉口左转，千叶方向右转，驶入琦玉县道321号后在西金野井春日部线交叉口（庄和高校一角的路口）走小路过去。[19]
- 第五竖井：東武伊勢崎線北春日部站东口出站步行10分钟。

## 出现的文艺作品

### 影视与动画作品
- 《超人力霸王THE NEXT》
- 《ウルトラQ dark fantasy》第6话
- 《假面騎士555》最终话
- 《假面騎士響鬼》第17、18话
- 《假面騎士Decade》第16话
- 《假面騎士Fourze THE MOVIE 大家的宇宙來了！》剧场版
- 《来自北国》（2002遗言）
- 《魔彈戰記龍劍道》最终话
- 《魔法戰隊魔法連者》第29、30话
- 《特命戰隊Go Busters》第30话
- 《多米英雄援救武装》（トミカヒーロー レスキューフォース）
- 《鐵人28號》2005年真人电影
- 《魍魉之匣》
- 《食靈-零-》第1话
- 《G弦上的魔王》第5话
- 《末世巡禮 ～再見了月之廢墟～》
- 《天使心》
- 《K RETURN OF KINGS》
- 《唐人街探案3》
- 《飢餓遊戲：自由幻夢終結戰》

### 音乐影片
- ACIDMAN《REMIND》
- 水樹奈奈《WILD EYES》
- MELL《KILL》
- 三浦大知《No Limit featuring 宇多丸》
- NOISEMAKER《THE NEW ERA》

### 电子游戏
- 《镜之边缘》

### 小说
- 《龙族3》决战场红井

### 其它
- 2006年路虎揽胜广告

## 链接
- 国土交通省江戸川河川事務所 （页面存档备份，存于）
- 東京首都圈外郭放水路的預約方式 （页面存档备份，存于）

35°59′50″N 139°48′41″E / 35.9973131°N 139.8114753°E